# Hoher Kranzberg (Wettersteingebirge)

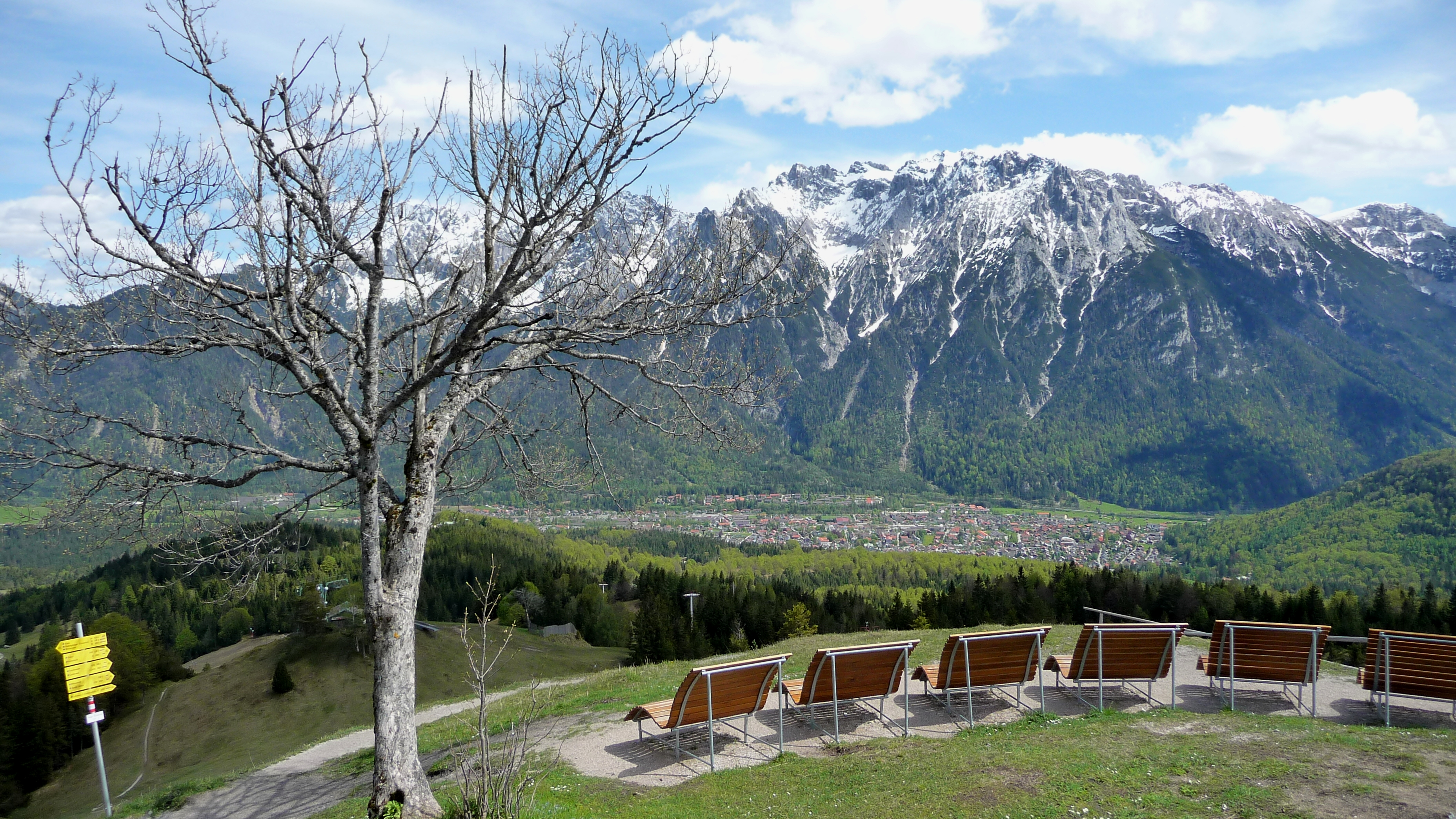
Blick vom Kranzberg auf Mittenwald und das Karwendelgebirge

Der Hohe Kranzberg ist mit einer Höhe von 1397 m ü. NHN ein kleiner Berg im Westen Mittenwalds. Er wird im Osten durch Mittenwald, im Westen durch die Elmau, im Norden durch den Schmalensee und die Buckelwiesen sowie im Süden durch Lautersee und Ferchensee begrenzt. Die oftmals zu lesende und in vielen Karten eingetragene Höhe von 1391 m bezieht sich auf einen Punkt bei der mit Wegen erschlossenen Kranzberg-Gipfelhütte; gut 300 m westlich davon gibt es jedoch einen nur weglos zugänglichen höheren Punkt mit einer Höhe von 1397 m laut amtlicher topographischer Karte.
Der Berg ist durch viele Wanderwege erschlossen. Ausgangspunkte für Wanderungen sind meist der 980 m hoch gelegene Parkplatz des Sessellifts und die Elmau. Der 1950 von Pohlig gebaute, 1450 m lange Sessellift für je eine Person reicht bis zum Berggasthof St. Anton (1200 m), von dort aus führte früher die Kranzberg-Gipfelbahn bis in die Gipfelregion.
Auf der Nordseite befindet sich ein Skigebiet mit mehreren Schleppliften. Seit mehreren Jahren wird diskutiert, diese durch modernere Sessellifte oder Seilbahnen zu ersetzen. Probleme mit der Finanzierung, dem Naturschutz und Anliegern verhinderten aber bis jetzt eine Umsetzung.
Mit 1,6 km Länge besteht am Kranzberg der größte alpine Panorama-Barfußwanderweg in Deutschland.
Mitten im Wald oberhalb des Lautersees befindet sich ein Findling, der während der Eiszeit an seinen Platz kam. Als Zeugnis für die damals stattfindenden Verlagerungen gilt der Stein als Naturdenkmal und steht unter Schutz.